# Monika Unzeitig
Monika Unzeitig (* 5. April 1956 in Erlangen) ist eine deutsche Germanistin und Hochschullehrerin.

## Leben
Monika Unzeitig wurde 1989 an der Universität Bonn promoviert. 2004 habilitierte sie sich an der Universität Bremen.
Im Wintersemester 2011/12 erhielt sie ein Alexander-von-Humboldt-Stipendium an der Universität Stockholm. Seit 2008 ist sie Inhaberin des Lehrstuhls Ältere deutsche Sprache und Literatur an der Universität Greifswald. Von 2018 bis 2020 war sie zudem Dekanin der Philosophischen Fakultät an der Universität Greifswald.
Schwerpunkte der Arbeit von Monika Unzeitig bilden unter anderem Narratologie, Reiseberichte der Frühen Neuzeit sowie französisch-deutsche Literaturbeziehungen.

## Werke (Auswahl)
- Redeszenen in der mittelalterlichen Großepik: Komparatistische Perspektiven (Tagungsband Bremen 2007), zus. hg. mit Nine Miedema und Franz Hundsnurscher. Akademie Verlag Berlin 2011 (Historische Dialogforschung, Bd. 1).
- Autorname und Autorschaft. Bezeichnung und Konstruktion in der deutschen und französischen Erzählliteratur des 12. und 13. Jahrhunderts. De Gruyter Verlag Berlin/New York 2010 (Münchner Texte und Untersuchungen zur deutschen Literatur des Mittelalters Bd. 139)
- Jungfrauen und Einsiedler. Studien zur Organisation der Aventiurewelt im Prosalancelot. Carl Winter Verlag Heidelberg 1990.